# 金房村
金房村（かなぶさむら）は、昭和29年（1954年）まで福島県相馬郡の南部に存在していた村。
現在の南相馬市小高区の西部にあたり、南相馬市の広報等では（小高区）西部地区と表記される事がある。

## 地理
西部は阿武隈高地に面する。
- 山：懸の森山、八丈石山
- 河川：小高川、北鳩原川、前川、飯崎川、金谷川、川房川

## 沿革
- 明治22年（1889年）4月1日 - 町村制施行にともない、北鳩原村・南鳩原村・羽倉村・大富村・大谷村・金谷村・大田和村・川房村・上根沢村・小屋木村・飯崎村・小谷村の計12か村が合併して行方郡金房村が発足。
- 明治29年（1896年）4月1日 - 行方郡と宇多郡が合併して相馬郡が発足。相馬郡金房村となる。
- 昭和29年（1954年）3月31日 - 小高町・福浦村と合併し、改めて小高町となる。

## 行政
- 歴代村長

| 代 | 氏名         | 就任               | 退任               | 備考 |
| -- | ------------ | ------------------ | ------------------ | ---- |
| 1  | 志賀隆穀     | 明治22年（1889年） | 明治25年（1892年） |      |
| 2  | 石川昌秀     | 明治25年（1892年） | 明治29年（1896年） |      |
| 3  | 都甲子之太郎 | 明治29年（1896年） | 明治33年（1900年） |      |
| 4  | 新開秀勝     | 明治33年（1900年） | 明治39年（1906年） |      |
| 5  | 高野卯之松   | 明治39年（1906年） | 明治40年（1907年） |      |
| 6  | 志賀子之治   | 明治40年（1907年） | 大正2年（1913年）  |      |
| 7  | 高野卯之松   | 大正2年（1913年）  | 大正13年（1924年） | 再任 |
| 8  | 志賀子之治   | 大正13年（1924年） | 大正15年（1926年） | 再任 |
| 9  | 草野利八     | 大正15年（1926年） | 昭和9年（1934年）  |      |
| 10 | 水谷弘       | 昭和9年（1934年）  | 昭和13年（1938年） |      |
| 11 | 都甲貞助     | 昭和14年（1939年） | 昭和20年（1945年） |      |
| 12 | 高野順二郎   | 昭和20年（1945年） | 昭和29年（1954年） |      |

## 教育
- 金房村立金房小学校
  - 金房村立金房小学校南鳩原分教場 - 小高町との合併と同時に、小高町立鳩原小学校として独立
- 金房村立金房中学校